# Piano Marshall

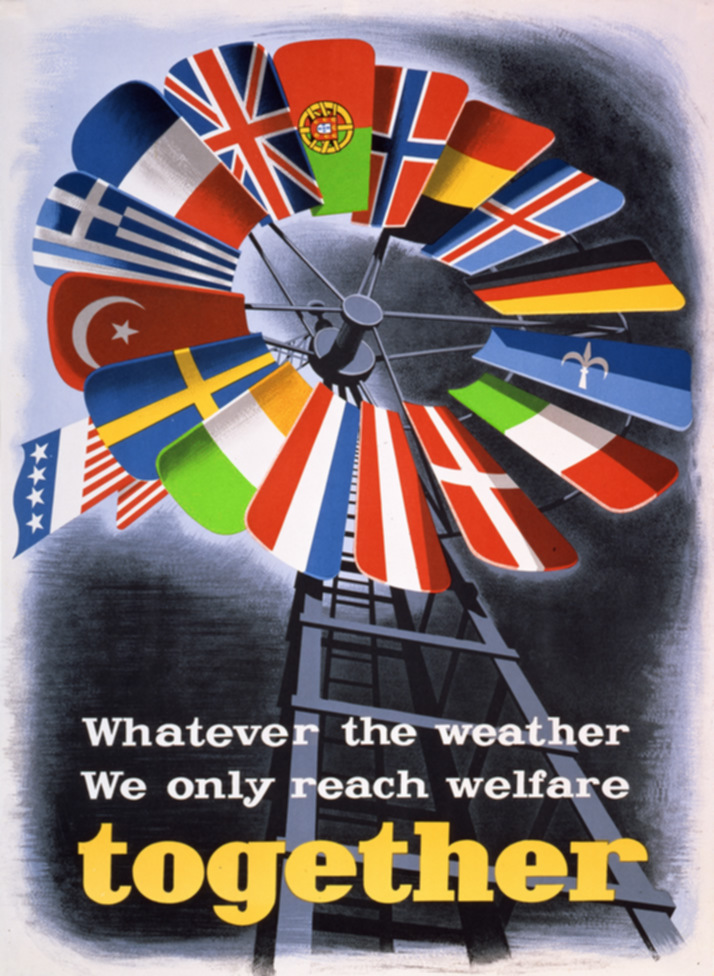
Poster del Piano Marshall, che afferma che: "In qualunque circostanza, si raggiunge il benessere soltanto insieme".

Il Piano Marshall, ufficialmente chiamato piano per la ripresa europea (in lingua originale "European Recovery Program"), fu uno dei piani politico-economici statunitensi per la ricostruzione dell'Europa dopo la seconda guerra mondiale. Annunciato in un discorso del segretario di Stato statunitense George Marshall il 5 giugno 1947 all'Università di Harvard, questo piano consisteva in uno stanziamento di oltre 12,7 miliardi di dollari.

## Storia

### Discorso di concepimento

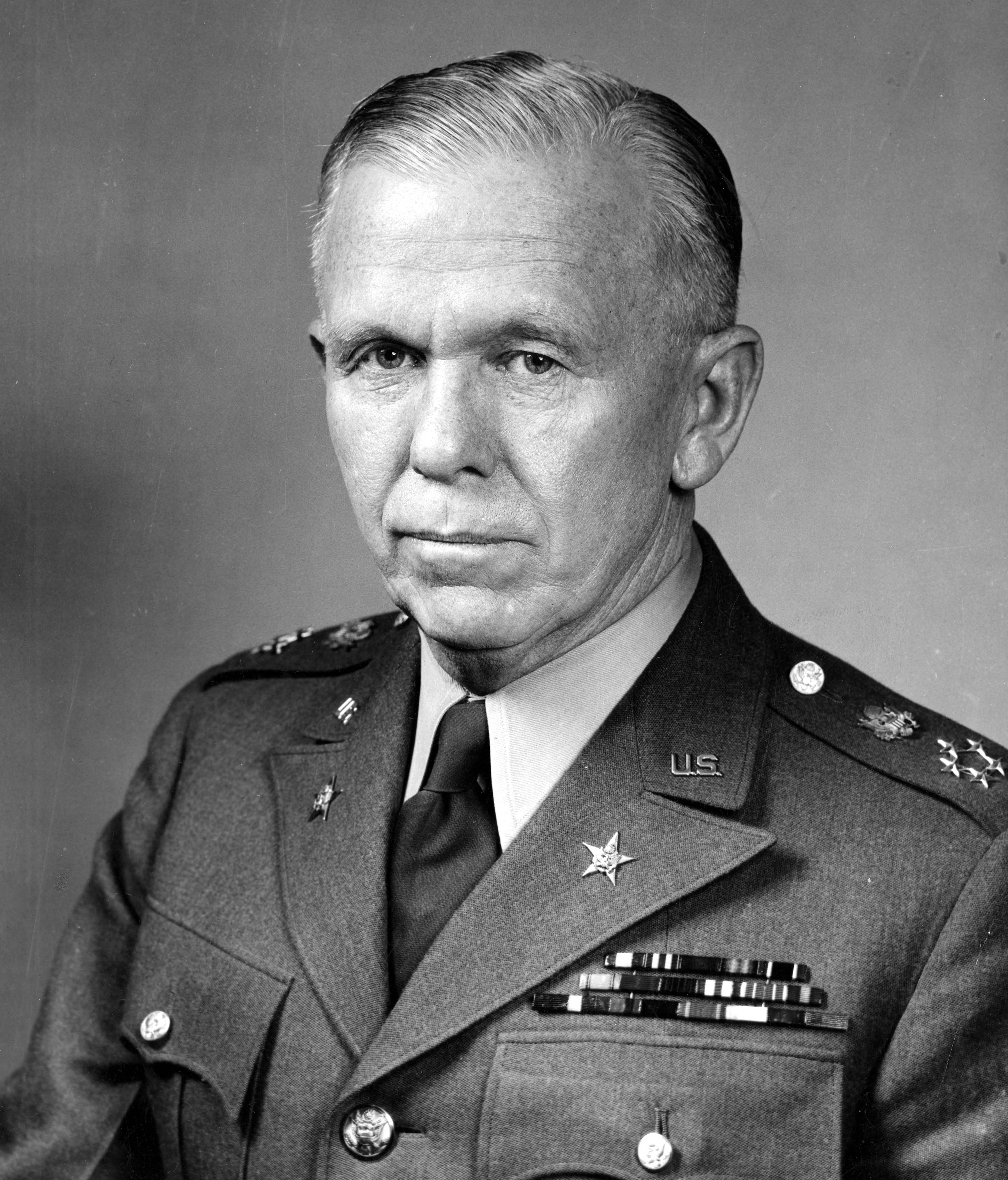
Il Segretario di Stato degli Stati Uniti George Marshall, ritratto col grado di generale dell'esercito

Il discorso con cui l'allora segretario di Stato statunitense George Marshall annunciò al mondo la decisione degli Stati Uniti d'America di avviare l'elaborazione e l'attuazione di un piano di aiuti economico-finanziari per l'Europa che poi, per convenzione storiografica, sarebbe stato noto come "Piano Marshall", fu senza dubbio uno dei momenti più importanti della storia della politica internazionale nell'immediato secondo dopoguerra.
Marshall affermò in quell'occasione che l'Europa avrebbe avuto bisogno, almeno per altri 3-4 anni, di ingenti aiuti da parte statunitense e che, senza di essi, la gran parte del vecchio continente avrebbe conosciuto un gravissimo deterioramento delle condizioni politiche, economiche e sociali. Pur rimanendo sul vago, relativamente a quelli che sarebbero dovuti essere i caratteri del Piano, in primo luogo perché se ne volevano predisporre i termini con gli europei, il segretario di Stato si augurò che da esso sarebbe potuta scaturire non solo una nuova e più proficua epoca nella collaborazione tra le due sponde dell'Atlantico, ma anche una prima realizzazione di quei progetti europeisti fino a quel momento caratterizzati da una certa vaghezza utopistica.

### Realizzazione
L'idea di Marshall, che era stata comunque già sostanzialmente comunicata al Regno Unito, venne positivamente accolta dalla Francia, che, però, chiese di estendere gli incontri preparatori anche all'Unione Sovietica che, comunque, dopo un'iniziale manifestazione di interesse, si rifiutò di partecipare al negoziato, obbligando anche tutti i paesi del blocco orientale a fare altrettanto.

Etichetta presente sulle confezioni degli aiuti

Lo European Recovery Program (ERP) previde alla fine uno stanziamento di poco più di 14 miliardi di dollari per un periodo di quattro anni. Con l'obiettivo di favorire una prima integrazione economica nel Continente, nacque contestualmente al Programma anche l'Organization for European Economic Cooperation (OEEC, in italiano OECE), organismo sostanzialmente tecnico in cui i programmatori inviati da Washington cercarono di spingere gli europei ad utilizzare gli aiuti non per fronteggiare le contingenze del momento, quanto piuttosto per avviare un processo di trasformazione strutturale dell'economia dei loro Paesi.
Contrariamente a quanto auspicato, pur non opponendosi alla stabilizzazione delle loro valute ed all'implementazione del commercio internazionale specie con gli Stati Uniti, la quasi totalità dei Paesi beneficiari chiese alla Economic Cooperation Administration (ECA), l'ufficio preposto alla collazione degli aiuti, di poter utilizzare i finanziamenti forniti dall'ERP per l'acquisto di generi di prima necessità, prodotti industriali, combustibile e, solo in minima parte, macchinari e mezzi di produzione. Nello stesso tempo diverse centinaia di consiglieri economici statunitensi furono inviati in Europa, mentre fu consentito a studiosi ed esperti europei di visitare impianti industriali e di frequentare corsi d'istruzione negli Stati Uniti.

### Conseguenze
Il Piano terminò nel 1952, come originariamente previsto. I tentativi di prolungarlo per qualche tempo non ebbero effetto a causa dello scoppio della guerra di Corea e della vittoria dei repubblicani nelle elezioni per il Congresso dell'anno precedente.
Per qualche tempo molti economisti statunitensi giudicarono negativamente l'impatto del Piano Marshall sull'economia europea dato che, nella loro opinione, esso aveva prodotto effettivamente una crescita sostenuta, ma grazie al basso costo del lavoro, cosa che, non avendo indotto una contemporanea crescita dei redditi, aveva portato ad un certo ristagno nella spesa e nei consumi. In realtà, come dimostrato dalle analisi più recenti, il Piano consentì all'economia europea di superare un momento di indubbia crisi e favorì una ripresa che già nel 1948 era evidente, consentendo ai Paesi beneficiari di superare l'indice di produzione prebellico già nel momento in cui il flusso di aiuti terminò.
I risultati furono poi senza dubbio positivi, almeno nell'ottica degli Stati Uniti e dei sostenitori dell'economia di mercato, sotto il profilo della diffusione in Europa – favorita da capillari azioni di informazione – di concetti quali la "libera impresa", lo "spirito imprenditoriale", il "recupero di efficienza", l'"esperienza tecnica" e la "tutela della concorrenza", allora in alcuni Paesi quasi del tutto assenti. Inoltre esso indicò agli europei che l'interdipendenza poteva costituire una soluzione alle tensioni ed ai conflitti, che da sempre avevano caratterizzato la loro storia.
Sul piano interno, poi, l'aiuto statunitense consentì alle fragili democrazie occidentali di rilassare le politiche di austerità e di migliorare le condizioni di vita delle popolazioni.
Il conseguimento di questi obiettivi strutturali pose una base quanto mai solida anche all'estensione dell'influenza politica degli USA. La tendenza all'integrazione europea assume una valenza complessiva, caricandosi di significati più direttamente politici e militari: il trattato di Bruxelles (17 marzo 1948) tra i paesi del Benelux, la Francia e la Gran Bretagna, che istituiva un organismo militare comune, l'Unione dell'Europa occidentale, sotto comando inglese, fu seguito poco dopo (4 aprile 1949) dal più organico patto atlantico North Atlantic Treaty Organization (NATO) tra quegli stessi Paesi: il Canada, gli USA, la Norvegia, la Danimarca, l'Italia, il Portogallo, l'Islanda, nel 1951 la Grecia e la Turchia, e nel 1954 la Germania occidentale.
Con la NATO, l'occidente europeo ritrovava un'unità militare a cui faceva seguire, nel maggio 1949, il primo passo del suo lungo cammino verso l'integrazione politica con l'istituzione del Consiglio d'Europa; l'8 aprile dello stesso anno gli accordi di Washington tra Francia, Gran Bretagna, e Stati Uniti portarono all'unificazione degli undici Länder della zona tedesca occupata dagli alleati; nasceva così nel maggio del 1949 la Repubblica Federale tedesca che ebbe nel liberale Theodor Heuss e nel cristiano-democratico Konrad Adenauer, rispettivamente il suo primo presidente e il suo primo cancelliere. Circa sei mesi dopo, un altro Stato, la Repubblica Democratica Tedesca, si costituiva nella zona d'influenza sovietica con Wilhelm Pieck presidente e Otto Grotewohl capo del governo. La definitiva rottura dell'unità Tedesca, l'impianto irreversibile delle "due" Germanie, poneva veramente fine alla "ricostruzione" europea mentre si apriva una nuova fase delle relazioni internazionali, una fase che anche i Paesi dell'Europa occidentale avrebbero vissuto all'insegna della guerra fredda.

## Tabella esplicativa con gli aiuti derivanti dal Piano Marshall per ogni stato
| Stato                | 1948/49 (milioni di dollari) | 1949/50 (milioni di dollari) | 1950/51 (milioni di dollari) | Totale (milioni di dollari) |
| -------------------- | ---------------------------- | ---------------------------- | ---------------------------- | --------------------------- |
| Austria              | 232                          | 166                          | 70                           | 468                         |
| Belgio e Lussemburgo | 195                          | 222                          | 360                          | 777                         |
| Danimarca            | 103                          | 87                           | 195                          | 385                         |
| Francia              | 1 085                        | 691                          | 520                          | 2 296                       |
| Germania Ovest       | 510                          | 438                          | 500                          | 1 448                       |
| Grecia               | 175                          | 156                          | 45                           | 376                         |
| Islanda              | 6                            | 22                           | 15                           | 43                          |
| Irlanda              | 88                           | 45                           | 0                            | 133                         |
| Italia*              | 594                          | 405                          | 205                          | 1 204                       |
| Paesi Bassi          | 471                          | 302                          | 355                          | 1 128                       |
| Norvegia             | 82                           | 90                           | 200                          | 372                         |
| Portogallo           | 0                            | 0                            | 70                           | 70                          |
| Svezia               | 39                           | 48                           | 260                          | 347                         |
| Svizzera             | 0                            | 0                            | 250                          | 250                         |
| Turchia              | 28                           | 59                           | 50                           | 137                         |
| Regno Unito          | 1 316                        | 921                          | 1 060                        | 3 297                       |
| Totale               | 4 924                        | 3 652                        | 4 155                        | 12 731                      |

Mappa dei paesi aiutati

* N.B.: Per quanto riguarda l'Italia, nel suo ammontare di aiuti ci sono anche quelli destinati al Territorio Libero di Trieste